# Мозес Молонго
Мозес Молонго Есінгіла (англ. Moses Esingila Molongo, 13 червня 1976, Лімба, Камерун) — камерунький футболіст, нападник.

## Клубна кар'єра
Почав займатися футболом в клубі з рідного міста «Вікторія Юнайтед». На початку сезону 1996/97 років перейшов в польський клуб «Заглемб'є» (Любін), дебют відбувся 9 серпня 1997 року матчі з «ЛКС Лодзь» (0:1). Першим голом відзначився 9 листопада 1997 року у матчі з «Амікой» (Вронкі) (1:2), усього в першому сезоні в Польщі провів 22 матчі і відзначився 2 м'ячами. У наступному сезоні Молонго був основним гравцем команди, зігравши 27 матчів і відзначився 9-ма голами. Сезон 1999/00 років провів не так вдало зігравши всього 10 матчів і в наступному сезоні перейшов в клуб «Долькан» (Зомбки). У 2002 році підписав контракт з українським клубом «Волинь», влітку 2002 року був на перегляді в російському клубі «СКА-Енергія», також намагався працевлаштуватися у Франції. Ось що сказав про Мозеса головний тренер «Волині».
|  | Молонго - цікавий гравець, граючи в Польщі, він за один круг забив 12 голів. Коли він намагався працевлаштуватися у Франції, я взяв його на замітку. Подивився відеокасету і ризикнув. Як виявилося - не прогадав. У цього нападника гостре почуття гола, він професійно ставиться до своєї роботи. За великим рахунком, на даному етапі він сильніше всіх чотирьох нападників, які залишилися в нашій команді. Але щоб ефективно використовувати його талант, нам необхідно перебудовувати всю гру команди в атаці. Поки ми до цього не готові. Але це тільки поки ... |

За «Волинь» провів всього один матч, восени 2002 року. У 2003 році перейшов в клуб «Ворскла», зіграв один сезон в якому провів 16 матчів і забив 3 м'ячі. Пізніше перейшов в клуб зі столиці Словаччини «Слован» зіграв всього 2 матчі і відправився в чеську команду «Опава», але там він був резервістом.
Потім переїхав до Польщі, де несподівано знайшов команду «Рега-Меріда» (Тшебятув), яка боролася за виживання в IV лізі, він був найбільшою зіркою в клубі. Пізніше був в оренді в «Закарпатті», де не зіграв жодного матчу і в клубі «Сталь» (Мелець). Також грав в клубі «Кумбран Тоун» з Уельсу. У 2009 році пройшов передсезонні збори разом з командою «Стільон» (Гожув-Великопольський), йому було запропоновано контракт, але в останній момент перехід зірвався й Мозес перейшов в клуб «Слава» (Славно). В сезоні 2012/13 років завершив кар'єру гравця в нижчоліговому польському клубі «Нотец» (Чарнкув).

## Кар'єра в збірній
Виступаючи в Польщі за «Заглембе» викликався до молодіжної збірної Камеруну, діючи в атаці в парі з Самюелем Ето'о.